# Soudron
Soudron ist eine französische Gemeinde mit 299 Einwohnern (Stand: 1. Januar 2022) im Département Marne in der Region Grand Est (vor 2016 Champagne-Ardenne). Sie gehört zum Arrondissement Châlons-en-Champagne und zum Kanton Châlons-en-Champagne-3.

## Geographie
Soudron liegt etwa 18 Kilometer südsüdwestlich von Châlons-en-Champagne im Tal des Flusses Soude. Nachbargemeinden sind Germinon im Norden und Nordwesten, Cheniers im Norden, Nuisement-sur-Coole und Breuvery-sur-Coole im Nordosten, Vatry im Osten, Bussy-Lettrée im Süden und Osten, Vassimont-et-Chapelaine im Süden und Südwesten, Lenharrée und Fère-Champenoise im Südwesten, Clamanges im Westen und Südwesten sowie Villeseneux im Westen.

## Bevölkerungsentwicklung
| Jahr                       | 1962 | 1968 | 1975 | 1982 | 1990 | 1999 | 2006 | 2011 | 2018 |
| -------------------------- | ---- | ---- | ---- | ---- | ---- | ---- | ---- | ---- | ---- |
| Einwohner                  | 307  | 288  | 243  | 249  | 287  | 297  | 250  | 319  | 296  |
| Quellen: Cassini und INSEE |      |      |      |      |      |      |      |      |      |

## Sehenswürdigkeiten
- Kirche Saint-Pierre-Saint-Paul aus dem 12./13. Jahrhundert, Monument historique

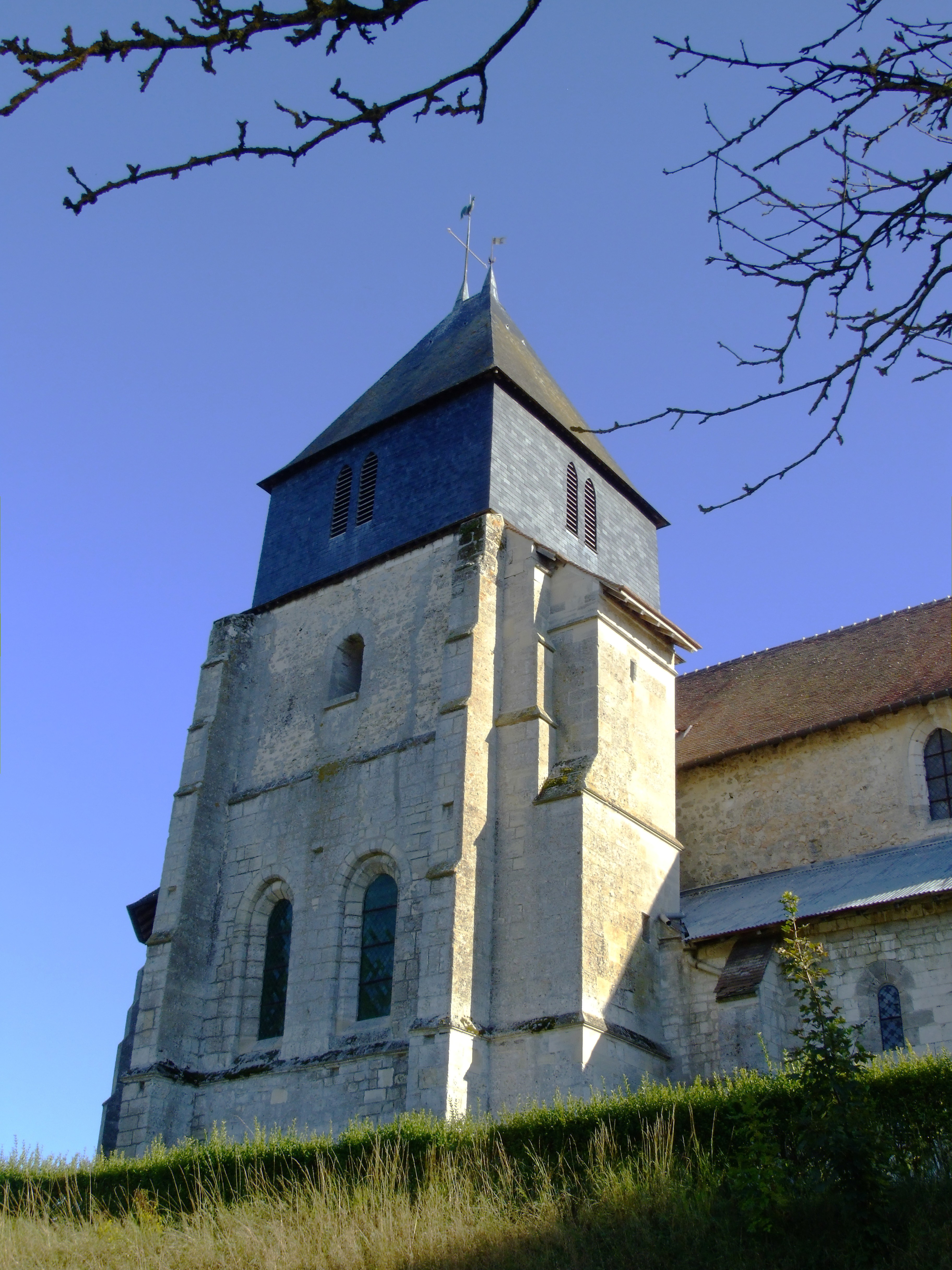
Kirche Saint-Pierre-Saint-Paul

## Partnerschaften
Mit der Ortschaft Schluttenbach (Ettlingen) in Baden-Württemberg besteht seit 1961 eine Partnerschaft.